# SC Germania 1887 Hamburg
SC Germania Hamburg - ook SC Germania von 1887 - was een Duitse voetbalclub uit Hamburg die bestond van 1887 tot 1919, toen de club fuseerde met Hamburger SV 1888 tot de huidige topclub Hamburger SV. In 1900 was de club een van de stichtende clubs van de Duitse voetbalbond.

## Geschiedenis
SC Germania ontstond in 1887 door een fusie tussen Hohenfelder SC en Wandsbek-Marienthaler SC, die beiden in 1884 opgericht werden en enkel aan atletiek deden. Vanaf 1891 speelde Germania voetbal. Hierdoor is Germania een van de oudste voetbalclubs van Duitsland. Als enkel naar de oprichtingsdatum gekeken wordt is de club na Berliner FC Frankfurt 1885 en Dresden English Football Club de oudste van het land. Germania sloot zich aan bij de Hamburg-Altonaer Fußball-Bund in 1894.
De bond begon in 1895 met een competitie, de eerste competitie in Duitsland die buiten de hoofdstad gespeeld werd. Germania werd meteen kampioen, met grote voorsprong op de nummer twee. Germania kon zijn titel verlengen, maar kreeg dan zware concurrentie van Altonaer FC 1893 dat drie jaar op rij de titel claimde. In 1900/01 en 1901/02 werd de club opnieuw kampioen, telkens voor FC Victoria 1895. In 1902/03 eindigde de club bovenaan de rangschikking samen met Altona 93 en speelde een finale om de titel, die Altona met 3-1 won. De nederlaag deed extra pijn omdat Altona nu naar de allereerste eindronde om de Duitse landstitel mocht. Het volgende seizoen eindigden Germania en Altona weer beiden bovenaan, maar omdat Germania een wedstrijd minder gespeeld had werden zij tot kampioen uitgeroepen. In de Duitse eindronde maakte de club met 11-0 brandhout van ARBV Hannover, maar in de volgende ronde werd de club met 1-3 verslagen door Britannia Berlin.
In 1904/05 stond Germania aan het einde van de competitie op de eerste plaats, met één punt voorsprong op Victoria. Maar omdat Victoria protesteerde tegen de 0-1 nederlaag tegen Hamburger FC 1888 en er niet genoeg tijd was om een beslissing te nemen werd besloten om Victoria en Germania onder elkaar te laten uitvechten wie naar de eindronde mocht. Victoria won met 5-4 en plaatste zich ten koste van Germania. Hierna nam Victoria de scepter over en Germania zakte weg naar de subtop en middenmoot in de volgende seizoenen. Vanaf 1909/10 belandde de club zelfs in de kelder van de competitie.
In 1913/14 voerde de Noord-Duitse voetbalbond de NFV-Liga in als hoogste klasse voor Noord-Duitsland met daarin de top teams, waaronder vijf clubs uit Hamburg-Altona. Germania kwalificeerde zich hier niet voor en hierdoor werden de stadscompetities de tweede klasse.
Door het uitbreken van de Eerste Wereldoorlog werd deze competitie weer afgeschaft en werd de competitie van Hamburg-Altona terug de hoogste klasse. Germania bleef echter pover presteren. In 1917 speelde de club om oorlogsredenen een jaar samen met SV Uhlenhorst-Hertha von 1911 en een jaar later met een andere club, SC Concordia 1897.
Op 2 juni 1919 fuseerde de club met Hamburger SV von 1888 tot Hamburger SV 1887.

## Erelijst
Kampioen Hamburg-Altona
1896, 1897, 1901, 1902, 1904